# Kaj Nilsson
Kaj Ingmar Nilsson, född 19 maj 1928 i Helsingborg (Gustav Adolf) i Malmöhus län, död 22 november 2008 i Ängelholm i Skåne län, var en svensk politiker. Han var initiativtagare till Sveriges första lokala miljöparti år 1972: Partiet för miljöskydd och medbestämmande, PMM, i Ängelholm. Från 1988 till 1991 var han riksdagsledamot för Miljöpartiet.